# Solomon kaDinuzulu
Solomon kaDinuzulu, född 1891 på Sankta Helena, död 4 mars 1933, var kung över zuluerna från 1913 fram till sin död 1933. Han föddes under sin fars, kung Dinuzulu kaCetshwayos, exil på Sankta Helena.
Solomon var halvbror till den berömda zulusångerskan Magogo kaDinuzulu. Han efterträddes som kung av sin son Cyprian Bhekuzulu kaSolomon.